# Raisdorf
Raisdorf este o comună din landul Schleswig-Holstein, Germania.